# Nealcidion parallelum
Nealcidion parallelum es una especie de escarabajo longicornio del género Nealcidion, tribu Acanthocinini, subfamilia Lamiinae. Fue descrita científicamente por Monné y Martins en 1976.

## Descripción
Mide 11,8 milímetros de longitud.

## Distribución
Se distribuye por Perú.